# Джованні Аррігі
Джованні Аррігі (17 липня 1937 — 18 червня 2009) — соціолог та економіст, був професором соціології в Університеті Джонса Гопкінса. Його наукові праці перекладені 15 мовами.

## Життєпис
Дж. Аррігі народився в Італії у 1937 році. Вищу освіту в галузі економіки він отримав у 1960 році в Університеті Луїджі Бокконі. Свою кар'єру він розпочав, викладаючи в Університеті Зімбабве. Впродовж цього періоду він розробив аргументи щодо того, яким чином трудові ресурси та трудовий супротив вплинули на розвиток колоніалізму та національно-визвольних рухів. Тоді він і познайомився із Іммануїлом Валлерстайном, з яким пізніше спільно працював у деяких проектах. Після повернення до Італії у 1969 році Дж. Аррігі разом із іншими колегами створює «Групу Грамші» у 1971. У 1979 Дж. Аррігі приєднується до І. Валлерстайна та Теренсе Гопкінса для досліджень економіки, історичних систем та цивілізацій при Центрі імені Фернана Броделя в Бінгемтонському Університеті. Саме в цей час Центр Фернана Броделя стає відомим як головний центр досліджень у рамках світ-системного аналізу, що збирає науковців з усього світу.
Його головною роботою вважається трилогія щодо витоків та трансформації глобального капіталізму, яку він почав у 1994 книжкою, що реінтерпретувала еволюцію капіталізму, Довге двацяте століття. Гроші, влада та витоки нашого часу. Ця робота вважається класикою світ-системного аналізу та перекладена не менше ніж на 10 мов. Джованні закінчив друге видання Довгого двадцятого століття у 2009. У 1999 він разом із Беверлі Сілвер опублікував «Хаос та управління у модерній світ-системі», а в 2007 опублікував працю «Адам Сміт у Пекіні: родовід двадцять першого століття», в якій порівнював західний та східноазійський економічний розвиток та показував підйом Китаю як світової економічної сили.
Хоча Дж. Аррігі в багатьох аспектах був інтелектуально близьким до І. Валлерстайна, але для нього важливішими були нещодавні зміни у економічній силі на користь Східної Азії. Також він підкреслював те, що на нього вплинули такі мислителі як Адам Сміт, Макс Вебер, Карл Маркс, Антоніо Ґрамші, Карл Поланьї та Джозеф Шумпетер.
Дж. Аррігі помер в себе вдома у Балтіморі 18 червня 2009 року об 11 ранку. Йому діагностували рак ще у липні 2008. Цей час він пережив разом із дружиною та партнером у дослідженнях, професором Беверлі Сілвер, та своїм сином Андреа Аррігі.

## Основні ідеї
У своєму теоретизуванні Джованні Аррігі звертається до питання витоків капіталізму. Оскільки на Аррігі здійснив значний вплив Фернан Бродель, то на відміну від інших теоретиків світ-системного аналізу він вважає, що системі національних держав, що склалася у XVI-му та XVII-му століттях, передувала система міст-держав, і саме там варто шукати витоки капіталізму. Формування капіталізму саме у містах-державах є особливою рисою європейського капіталізму.
Окрім цього Дж. Аррігі, займаючись Східною Азією, на її прикладі описує процеси занепаду домінуючих світ-систем та появи нових глобальних гегемонів. Ці соціальні трансформації відбуваються через історичні кризи глобального перенакопичення капіталу. Коли матеріальна експансія продуктивних сил з суспільств економічного центру планети в суспільства економічної периферії вже досягає межі, починається фінансова експансія. Логіка цього процесу полягає у тому, що із загостренням конкуренції інвестування в матеріальну економіку стають невиправдано ризикованими, і, відповідно, володарі капіталу переводять його у грошову ліквідність, що створює їм необхідні обєми ресурсів для фінансової експансії в інші регіони планети. Дж. Аррігі вважає, що попит на фінансовий капітал в період фінансової експансії створюється через конкуренцію держав за мобільний капітал. Тому, коли фінансисти з одного суспільства здійснюється фінансову експансією, це призводить до занепаду держави підданими якої вони є та підйому іншої держави — в яку вони інвестують. Прикладом такого переходу капіталу можна вважати історичний приклад переходу накопиченого надлишку коштів від Венеції до Нідерландів, від Нідерландів до Британії, а звідти — до США.

## Майбутнє сучасного капіталізму
Науковець описує підйом економік Японії та інших суспільств Східної Азії у ІІ-й половині ХХ-го ст. Він вважає, що «економічного дива» у них не було. Натомість успіх «чотирьох тигрів» Дж. Аррігі пояснював тим, що їм вдалося створити та індустріалізувати колонії, але не цей фактор став визначальним, а той, що індустріалізація цих суспільств була поєднана із ростом у ієрархії доданої вартості та надлишкового капіталу світової світ-економіки.
Дж. Аррігі вважав, що наразі сучасне глобальне суспільство перебуває у стані кризи фінансового перенакопичення, і ця ситуація на думку Дж. Аррігі може мати такі наслідки:
1. Центр існуючої капіталістичної світ-системі центр переміститься зі США у Східну Азію;
2. сама світ-система колапсує і на її місці утвориться нова світ-система.

## Публікації, доступні російською мовою
- Долгий двадцатый век. Деньги, власть и истоки нашего времени, Территория будущего, 2007 г. ISBN 5-91129-019-7
- Адам Смит в Пекине. Что получил в наследство XXI век. Институт общественного проектирования, 2009 г. ISBN 978-5-903464-05-0
- Динамика кризиса гегемонии // Свободная мысль — XXI. — 2005. — № 1.
- Утрата гегемонии I // Прогнозис. — 2005. — № 2 .
- Утрата гегемонии II // Прогнозис. — 2005. — № 3 .
- Неравенство в доходах на мировом рынке и будущее социализма [Архівовано 23 січня 2013 у Wayback Machine.] // «Скепсис». — 2008. — № 5.
- Глобализация и историческая макросоциология // Прогнозис. — 2008. — № 2 .
- Глобальное правление и гегемония в современной миросистеме // Прогнозис. — 2008. — № 3 .
- 1989-й как продолжение 1968-го [Архівовано 30 жовтня 2013 у Wayback Machine.] (в соавторстве с И. Валлерстайном и Т. Хопкинсом) // Неприкосновенный запас. — 2008. — № 4(60).
- Извилистые пути капитала — беседа Джованни Арриги и Дэвида Харви [Архівовано 26 січня 2012 у Wayback Machine.] // Giovanni Arrighi and David Harvey. The Winding Paths of Capital. New Left Review. 56. March — April 2009. P. 61 — 94.